# Gregorio Ferro

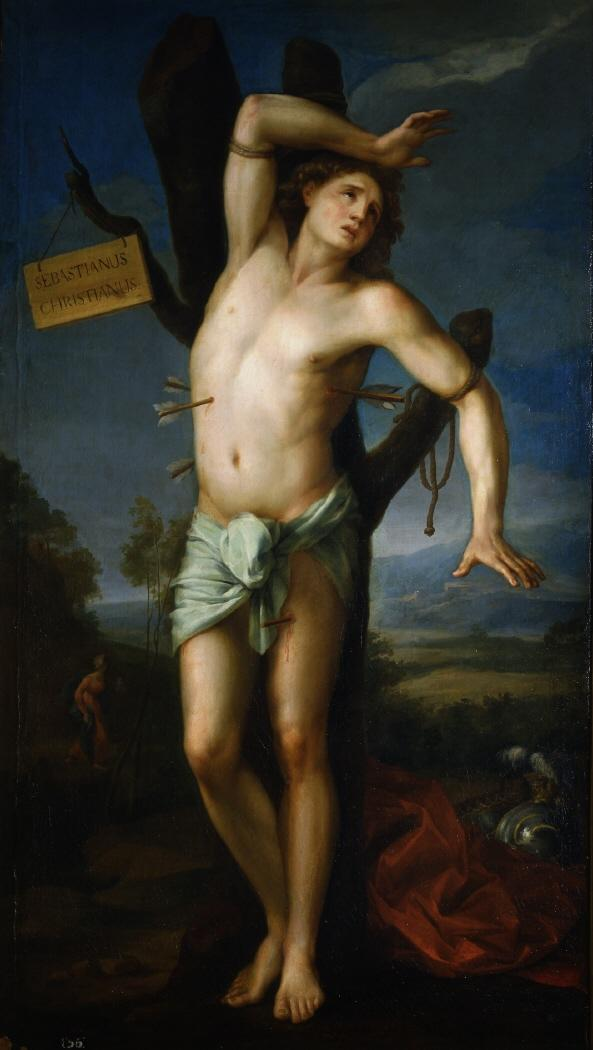
Martirio de san Sebastián (1781), óleo sobre lienzo (193 x 108 cm), Madrid, Real Academia de Bellas Artes de San Fernando.

Gregorio Ferro Requeijo (Santa María de Lamas, Boqueijón, La Coruña, 24 de diciembre de 1742 - Madrid, 23 de enero de 1812) fue un pintor español.

## Biografía
Con quince años se trasladó a Madrid, donde entró en la Real Academia de Bellas Artes de San Fernando de la mano de Antonio Mengs. 
En el premio de pintura de primera clase de 1772 quedó segundo, tras Jacinto Gómez Pastor con una Alegoría del nacimiento del infante Carlos Clemente, primogénito de Carlos IV.
Después marchó a Roma a completar su formación donde ganó varios premios. Obtuvo de la Academia una pensión que fue mejorada por su mentor, Mengs, de su propio bolsillo. 
Antes de marchar a Roma ya había realizado algunos dibujos para la Corte, siendo elegido en 1781 académico de San Fernando gracias a un cuadro del Martirio de San Sebastián. 
En 1788 fue nombrado teniente director de la Academia en sustitución de Francisco Bayeu, para pasar a ser su director de Pintura en 1791 tras la renuncia de Francisco de Goya. 
En octubre de 1804 la Academia lo propuso como director y así lo aprobó el rey Carlos IV el 4 de noviembre. 
Nunca llegó al puesto de pintor de cámara, quizás por la dura competencia de la época.
Realizó muchas obras en los Reales Sitios y Palacios, en especial en el Palacio Real de Madrid y el Palacio Real de Aranjuez, incluyendo varios frescos en el Palacio del Marqués de Grimaldi, actual Centro de Estudios Políticos y Constitucionales, junto al Palacio del Senado, en el que trabajó de 1787 a 1792, y diversos cuadros de temática religiosa en iglesias de la corte, además de otras obras menores en la zona de Murcia, provincia de Cuenca y Galicia, incluida la catedral de Santiago de Compostela.